# Coppa Bernocchi 1982
La Coppa Bernocchi 1982, sessantaquattresima edizione della corsa, si svolse il 28 agosto 1982 su un percorso di 217 km. Era valida come evento del circuito UCI categoria CB1.1. La vittoria fu appannaggio dell'italiano Silvano Contini, che terminò la gara in 5h10'34", alla media di 42,078 km/h, precedendo i connazionali Palmiro Masciarelli e Bruno Leali. La partenza della gara fu a Legnano mentre l'arrivo a Lonate Ceppino.

## Ordine d'arrivo (Top 10)
| Pos. | Corridore           | Squadra         | Tempo    |
| ---- | ------------------- | --------------- | -------- |
| 1    | Silvano Contini     | Bianchi         | 5h10'34" |
| 2    | Palmiro Masciarelli | Famcucine       | a 1"     |
| 3    | Bruno Leali         | Inoxpran        | a 2'24"  |
| 4    | Giovanni Mantovani  | Famcucine       | a 2'24"  |
| 5    | Alfio Vandi         | Selle San Marco | a 2'24"  |
| 6    | Jean-Marie Grezet   | Cilo            | a 2'24"  |
| 7    | Alfredo Chinetti    | Inoxpran        | a 2'24"  |
| 8    | Noël Dejonckheere   | Gis Gelati      | a 2'24"  |
| 9    | Francesco Moser     | Famcucine       | a 2'24"  |
| 10   | Hubert Seiz         | Cilo            | a 2'24"  |